# 1-Hexacosanol
1-Hexacosanol là một loại rượu béo bão hòa bậc nhất với chiều dài chuỗi cacbon là 26. Chất này tồn tại dưới dạng sáp trắng rắn ở nhiệt độ phòng. 1-Hexacosanol hòa tan trong cloroform và không hòa tan trong nước. Trong tự nhiên, chất này xuất hiện ở lớp sáp và lớp biểu bì thực vật của nhiều loài thực vật.